# Eutrepsia secreta
Eutrepsia secreta là một loài bướm đêm trong họ Geometridae.